# Mamillopora
Anoteropora is een monotypisch geslacht van mosdiertjes uit de  familie van de Mamilloporidae. De wetenschappelijke naam ervan is in 1873 voor het eerst geldig gepubliceerd door Smitt.

## Soort
- Mamillopora cupula Smitt, 1873